# メディア・バスターズ
メディア・バスターズはテレビ番組の制作会社。主に情報・報道番組にスタッフを派遣している。自社制作ではテレビ東京の歴史モノの特番などがある。

## 沿革
- 1995年（平成7年） 8月9日　：テレビ番組制作作業を主体として、有限会社メディアバスターズ設立。（東京都新宿区新宿 1-29-5　グランドメゾン新宿東412）。
- 1996年（平成8年） 7月1日 ： 放送特定労働者派遣事業の労働省認可を受ける。
- 1996年（平成8年） 9月1日 ： 社団法人全国放送関連派遣事業協会加盟 。
- 2000年（平成12年）12月1日 ： 社団法人全日本テレビ番組制作社連盟加盟。一般労働者派遣事業の労働者許可を受ける。
- 2000年（平成12年）12月2日 : 株式会社に組織変更及び、本店所在地を東京都港区西新橋 1-5-10 トウセン西新橋ビル10Fに移転登記。
- 2001年（平成13年） 4月2日 : テレビ番組企画調査を主目的として株式会社リブロ・コム設立。
- 2002年（平成14年） 4月1日 : メディア・バスターズ大坂支社を開設。12月1日、一般労働者派遣事業の労働者許可を受ける。
- 2003年（平成15年） 8月13日 : 放送機材のレンタル業務を主目的として有限会社メディア・リース設立。
- 2005年（平成17年） 4月1日 : ホールディング・カンパニーとして有限会社ギルド設立。
- 2005年（平成17年） 6月1日  : 株式会社メディア・バスターズ、株式会社メディア・リース、株式会社リブロ・コム、有限会社リブロ・コムの本店所在地を東京都港区新橋2-10-5新橋原ビル2Fに移転。
- 2009年 7月 : 本社を新橋のドコモショップのある建物の最上階に移す。
- 2011年 4月23日、業務拡大に伴い株式会社メディア・バスターズの本店所在地を東京都港区新橋3-5-10 新三ビル6Fに移転
- 2015年 3月16日、本社及び赤坂分室を統合し、本店所在地を東京都港区新橋2-12-5 池伝ビル4Fに移転

## 会社概要

### 所在地
- 本社：〒105-0004  東京都港区新橋2-12-７　労金新橋ビル３F

### 役員
- 代表取締役：河島正三郎

## 主な制作・スタッフ派遣番組

### 現在

#### NHK
第一制作部
- なし

第二制作部
- すイエんサー（NHK教育）
- 探検バクモン
- 人名探究バラエティー日本人のおなまえっ！

#### 日本テレビ系
第一制作部
- ZIP!
- ズームイン!!サタデー
- かんさい情報ネットten!（読売テレビ）
- 情報ライブ ミヤネ屋（読売テレビ）

第二制作部
- なし

#### TBS系
第一制作部
- サンデーモーニング
- ちちんぷいぷい（毎日放送）
- NEWS23

第二制作部
- なし

#### フジテレビ系
第一制作部
- めざましテレビ
- 情報プレゼンター とくダネ!
- 新報道2001
- Mr.サンデー（関西テレビ共同制作）
- スタイルプラス（東海テレビ）

第二制作部
- なし

#### テレビ朝日系
第一制作部
- ANNニュース
- スーパーJチャンネル
- SmaSTATION!!
- UP!（メ〜テレ）
- 学生才能発掘バラエティ 学生HEROES!

第二制作部
- いきなり!黄金伝説。
  - よゐこの無人島0円生活
- 史上最強のメガヒットカラオケBEST100 完璧に歌って1000万円!!
- クイズプレゼンバラエティー Qさま!!
- お願い!ランキング
  - お願い!ランキングGOLD

#### テレビ東京系
第一制作部
- なし

第二制作部
- てれとshop
- ベガスマート
- たけしのニッポンのミカタ!

### 過去

#### NHK
第一制作部
- 経済羅針盤（NHK総合）
- 経済最前線（NHK衛星第1）
- ウイークエンド中部（NHK名古屋放送局）
- Bizスポ

第二制作部
- 科学大好き土よう塾（教育テレビ）
- 金とく（NHK名古屋）
- めざせ!会社の星（NHK教育・名古屋）
- マサカメTV

#### 日本テレビ系
第一制作部
- ズームイン!!SUPER
- ゲツキン!（読売テレビ）
- ニューススクランブル（読売テレビ）

第二制作部
- 中京テレビNewsリアルタイム（中京テレビ）

#### TBS系
第一制作部
- NEWS23X
- ブロードキャスター
- 水曜ノンフィクション
- みのもんたの朝ズバッ!

第二制作部
- リンカーン

#### フジテレビ系
第一制作部
- FNN踊る大選挙戦
- 27時間テレビ
  - FNS ALLSTARS あっつい25時間テレビやっぱ楽しくなければテレビじゃないもん!
- 新報道プレミアA（関西テレビ共同制作）
- 情報エンタメLIVE ジャーナる!（関西テレビ共同制作）
- 知りたがり!
- スーパーニュース
- ニュースJAPAN

#### テレビ朝日系
第一制作部
- スーパーモーニング
- 大胆MAP
- 決定!これが日本のベスト100
- マチャミナイト ガチンコ視聴率バトル 私がPだ!
- 爆笑問題の検索ちゃん
- 快感MAP
- 賢コツ!!
- 学べる!!ニュースショー!
- ガリレオヒット脳研
- もしものシミュレーションバラエティー お試しかっ!
- 雑学王
- ナニコレ珍百景
- 関ジャニの仕分け∞（2011年9月からゴールデン以降）

第二制作部
- なし

#### テレビ東京系
第一制作部
- なし

第二制作部
- 歩くテレビ
- 徳光和夫の情報スピリッツ
- 日曜ビッグバラエティ
- スカ☆J
- 新説!?みのもんたの日本ミステリー!〜失われた真実に迫る〜
- おもてなし音楽バラエティ むちゃ∞ブリ!
- 超歴史ミステリーロマン
- 新説!?日本ミステリー
- 決着!歴史ミステリー
- ものスタMOVE（2010年3月末まで担当）
- 月曜プレミア!